# كونكو (تشيلي)
كونكو (بالإسبانية: Cunco, Chile)‏ هي بلدية تقع في تشيلي في Cautín Province. يقدر عدد سكانها بـ 15,628 نسمة ومساحتها 1,906.5 كم2 وترتفع عن سطح البحر 364 متر.